# Nitz
Nitz é um município da Alemanha localizado no distrito de Vulkaneifel, estado da Renânia-Palatinado.
Pertence ao Verbandsgemeinde de Kelberg.